# Hanne Gaby Odiele

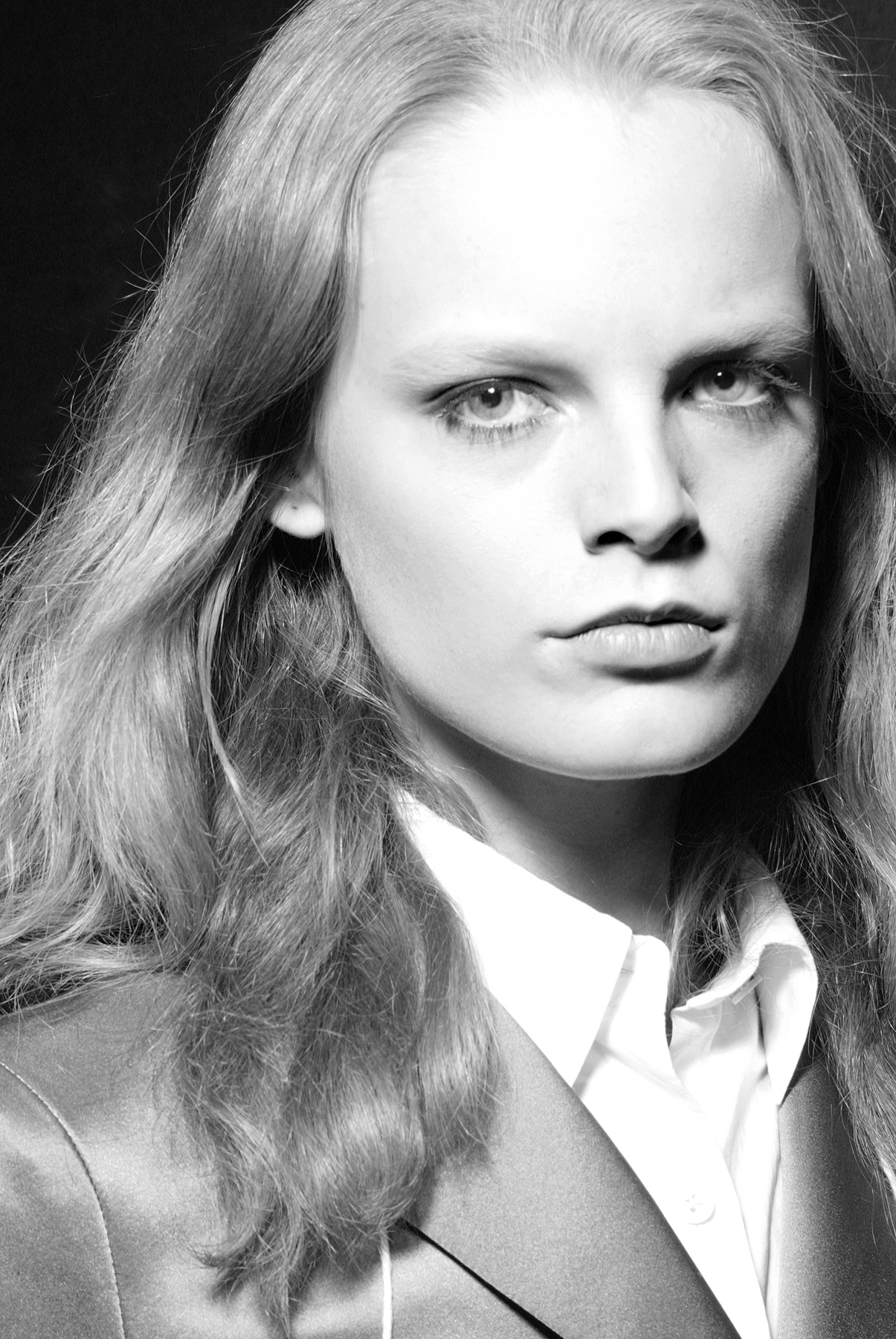
Hanne Gaby Odiele, Backstage von Marc Jacobs Ed Kavishe/fashionwirepress.com

Hanne Gaby Odiele (* 8. Oktober 1988 in Kortrijk) ist ein belgisches Model. Odiele hat für Dior, Vuitton und Yves Saint Laurent gearbeitet.

## Leben
Hanne Gaby Odiele wurde mit Androgenresistenz geboren und outete sich 2019 als nicht-binär. Odiele engagiert sich für die Rechte von Intergeschlechtlichen Personen. Tom Van Dorpe entdeckte sie in Novarock.
2006 hatte Odiele einen Autounfall und begann in der Herbst-Winter-Kampagne 2008 wieder mit der Arbeit.
Odiele ist mit dem Model Jean Swiatek verheiratet. Sie leben in Chinatown (New York City).